# Vasconcelos Sobrinho
João de Vasconcelos Sobrinho (Moreno, 28 de abril de 1908 — Recife, 4 de maio de 1989 ) foi professor, engenheiro agrônomo e ecólogo brasileiro. É considerado pioneiro na área dos estudos ambientais no Brasil, e considerado uma das maiores autoridades em ecologia da América Latina.
Entre outras realizações, foi um dos fundadores da Universidade Federal Rural de Pernambuco, onde introduziu a disciplina "Ecologia Conservacionista", a primeira do gênero ministrada no Brasil.
Criou o Jardim Zoobotânico de Dois Irmãos e fundou a Estação Ecológica de Tapacurá. Publicou cerca de 30 livros, todos sobre ecologia e conservação dos recursos naturais.
Ele foi um dos fundadores da Universidade Federal Rural de Pernambuco, do Instituto Brasileiro de Desenvolvimento Florestal, do Jardim Botânico do Recife, da Estação Ecológica de Tapacurá e da Associação Pernambucana de Defesa do Ambiente. Exerceu cargos importantes, como diretor do Serviço Florestal do Ministério da Agricultura, consultor da Superintendência de Desenvolvimento do Nordeste e vice-reitor da Universidade Federal Rural de Pernambuco.
O professor Vasconcelos Sobrinho introduziu o estudo da Ecologia como ciência na universidade brasileira, ao criar a disciplina “Ecologia conservacionista”. Ele ministrou centenas de palestras e publicou cerca de trinta livros e muitos artigos sobre ecologia e conservação dos recursos naturais.
Da sua obra se destacam os livros “As regiões naturais de Pernambuco, o meio e a civilização”, “As regiões naturais do Nordeste, o meio e a civilização”, “Metodologia para identificação dos processos de desertificação: manual de indicadores” e “Processos de desertificação ocorrentes no Nordeste do Brasil: sua gênese e sua contenção”. Entretanto, Manuel Correia de Andrade destaca “Catecismo da ecologia” na condição de obra precursora dos estudos sobre o meio ambiente no Brasil, ao tratar de assuntos como a mata atlântica e a degradação do Rio São Francisco. Para o historiador e geógrafo, o trabalho de Vasconcelos Sobrinho é tão importante para o meio ambiente quanto o de Josué de Castro em relação à fome.
Ainda ao final da década de quarenta ele começou a tratar da questão da desertificação e em decorrência disso ganhou prestígio nacional e internacional como engenheiro agrônomo e ecólogo, tendo sido inclusive o primeiro cientista brasileiro a denunciar o problema. Por isso o governo brasileiro o escolheu como principal representante na Conferência das Nações Unidas sobre Desertificação, que ocorreu no ano de 1977 em Nairóbi, Quênia, e nos seminários que antecederam a mesma.
O professor Vasconcelos Sobrinho antecipou a conceituação ampla de meio, ao entendê-lo como a junção de fatores não apenas de ordem biológica, física e química, mas também cultural, econômica e social. Ele foi um dos pioneiros no Brasil a combater o entendimento do ambiente como algo alheio ao ser humano, paradigma que ainda hoje encontra dificuldades para ser enfrentado.
Para a formulação da disciplina científica denominada “Desertologia”, por exemplo, o professor Vasconcelos Sobrinho propôs não o estudo dos desertos e sim abordagem integrada dos elementos acarretadores da degradação dos solos, da flora e dos recursos hídricos e suas conseqüências, levando em consideração fatores ambientais, culturais e socioeconômicos. Nesse sentido, ele também antecipou a noção de interdisciplinaridade, outro conceito muito importante em matéria de ambiente, ao apregoar que a desertificação deveria ser estudada pelos vários tipos de engenheiros bem como pelos biólogos, ecólogos, economistas, paisagistas, sociólogos etc.
Também em relação ao estudo da caatinga o professor Vasconcelos Sobrinho se destacou como pioneiro, posto que antes dele esse bioma era considerado sinônimo de miséria e escassez de recursos ambientais. Ele conseguiu provar que, além de ser muito rico, o patrimônio biológico da caatinga único no planeta, a ponto de incluir inúmeras espécies que só podem ser encontradas no nordeste brasileiro.
É o caso da barriguda, amburana, aroeira, umbu, baraúna, maniçoba, macambira, mandacaru e juazeiro, em se tratando da flora, do sapo-cururu, asa-branca, cotia, preá, veado-catingueiro, tatu-peba, sagüi-do-nordeste e cachorro-do-mato. Em virtude disso, a data de aniversário do professor Vasconcelos Sobrinho foi instituída como o dia nacional da caatinga por meio de decreto presidencial.

## Obras
“Dicionário de termos técnicos de botânica (2.ed., 1945)”; “As regiões naturais de Pernambuco, o meio e a civilização (1949)”. “As regiões naturais do Nordeste, o meio e a civilização (1970)”; Ciência, religião sem dogmas (2.ed., 1973)”; “Metodologia para identificação dos processos de desertificação: manual de indicadores (1978)”; “Catecismo da ecologia (1979)”; Processos de desertificação ocorrentes no Nordeste do Brasil: sua gênese e sua contenção (1982).

## 10 Mandamentos da Biologia
No entanto, mais do que cientista ou intelectual o professor Vasconcelos Sobrinho se destacou como alguém que despertou o amor pelo meio e que disseminou práticas efetivas nesse sentido. Algo que serve para ilustrar isso é o belíssimo texto que ele escreveu, chamado de “Os dez mandamentos da Ecologia”:

1. Ama a Deus sobre todas as coisas e a Natureza como a ti mesmo.
2. Não defenderás a Natureza em vão, apenas com palavras, mas através de teus atos.
3. Guardarás as florestas virgens, pois tua vida depende delas.
4. Honrarás a fauna, a flora, todas as formas de vida, e não apenas a humana.
5. Não matarás.
6. Não pecarás contra a pureza do ar deixando que a indústria suje o que a criança respira.
7. Não furtarás da terra sua camada de húmus, raspando-a com o trator, condenando o solo à esterilidade.
8. Não levantarás falso testemunho dizendo que o lucro e o progresso justificam teus crimes.
9. Não desejarás para teu proveito que as fontes e os rios se envenenem com o lixo industrial.
10. Não cobiçarás objetos e adornos para cuja fabricação é preciso destruir a paisagem: a terra também pertence aos que ainda estão por nascer.